# Compañía de Cervecerías Unidas
La Compañía de Cervecerías Unidas, también conocida por su acrónimo CCU, es una empresa chilena productora de bebidas, fundada el 8 de enero de 1902. Es controlada por Inversiones y Rentas S.A., propiedad de la filial Quiñenco del Grupo Luksic y la neerlandesa Heineken International, los que conjuntamente poseen el 60 % de la empresa. Su edificio corporativo se encuentra ubicado en Santiago. La compañía se cotiza en la Bolsa de Comercio de Santiago y la Bolsa de Nueva York.
La compañía produce tanto bebidas alcohólicas como no alcohólicas, y también opera en el área de los alimentos. Tiene operaciones en Chile, Argentina, Bolivia, Colombia, Paraguay y Uruguay. Es la principal cervecera de su país, y la segunda en Argentina, la tercera productora de bebidas de Chile, la segunda productora de vino, la principal embotelladora de agua mineral y jugo néctar de Chile, una de las principales productoras de pisco en la región, y participó en la producción de dulces entre 2004 y 2015.

## Historia

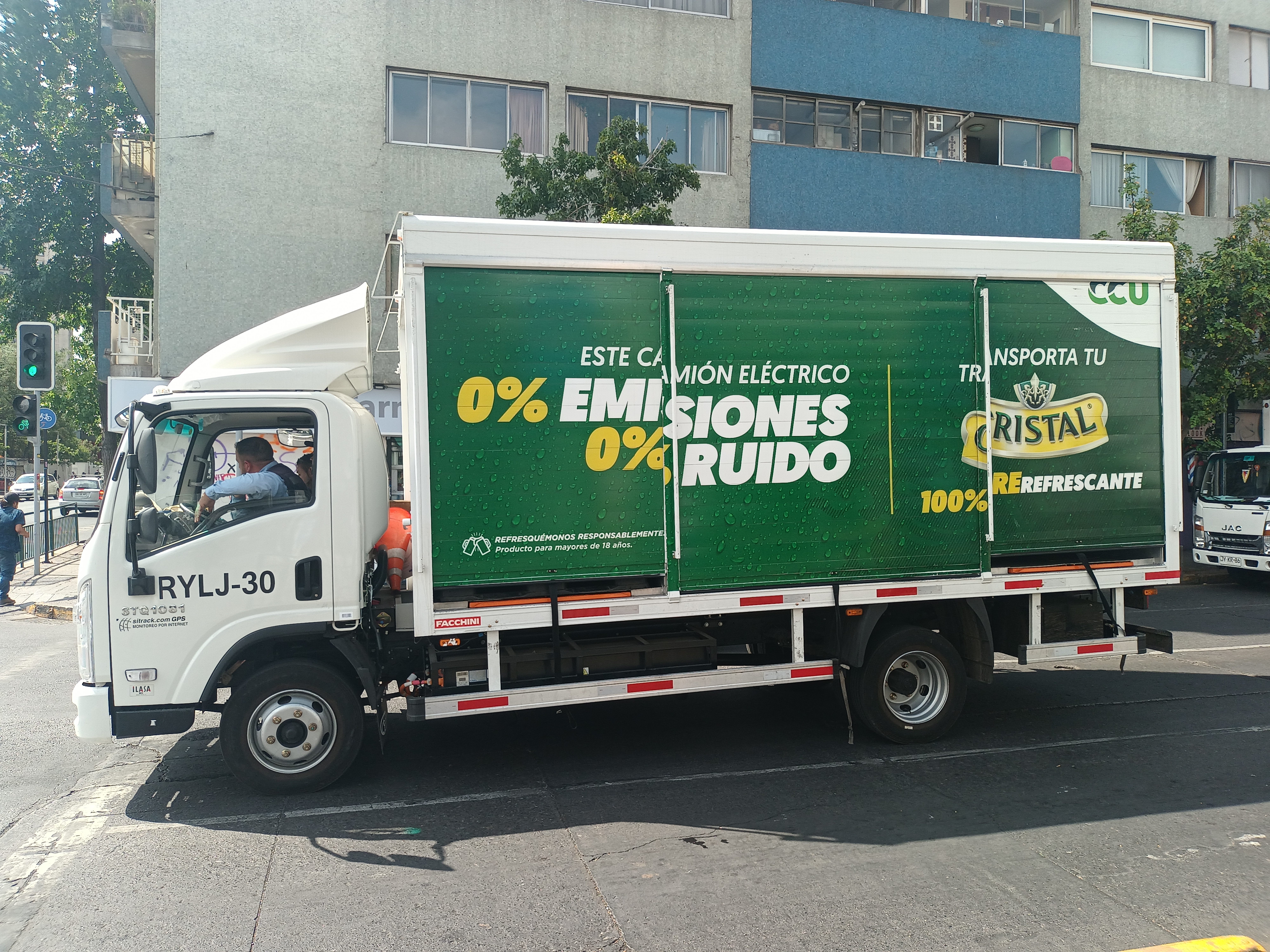
Camión eléctrico de reparto de la compañía transitando por las calles de Santiago Centro.

La empresa fue fundada el 8 de enero de 1902, momento en el que fue convertida en sociedad anónima la «Fábrica Nacional de Cerveza», creada en 1889 como resultado de la fusión de la cervecería de Joaquín C. Plagemann (fundada en Valparaíso en 1850) con la Fábrica de Cerveza de Limache de Hoffmann y Ribbeck (fundada en 1883). Un año antes de la creación de CCU, en 1901, la Fábrica Nacional de Cerveza había adquirido también la Fábrica de Cerveza y Hielo de Gubler y Cousiño.
Durante los años siguientes a su fundación, CCU inició su consolidación para convertirse en el principal productor de cerveza en Chile mediante la adquisición de diferentes fábricas, entre ellas las cervecerías Ebner de Santiago, Anwandter de Valdivia, y la Compañía Cervecera de La Calera. En 1924 adquirió las Cerveceras de Concepción y Talca, mientras que en 1927 realizó lo mismo con la Cervecera de Mitrovich Hermanos en Antofagasta, en 1933 con la Cervecería Aubel en Osorno y en 1950 con la Sociedad Floto y Compañía en La Serena.
En 1959 comienza a fabricar la gaseosa estadounidense Pepsi, bajo acuerdo con PepsiCo, saliendo al mercado el 12 de marzo de dicho año. Al año siguiente adquiere el agua mineral Cachantún.
El 20 de octubre de 1978 fue inaugurada una nueva planta en la comuna de Renca, la cual desplaza a la antigua fábrica existente en Providencia. En 1981 se inaugura la nueva planta de cervecería en Santiago.
En 1986 se constituye una nueva sociedad "Inversiones y Rentas S.A." en donde participan la familia Luksic y la cervecería Paulaner, quienes se quedan con el 64,3 % de la empresa.
En 1994 adquieren el 48,4 % de la Viña San Pedro y al año siguiente ingresan al mercado argentino con la adquisición de las Compañía Industrial Cervecera, la Cervecería Santa Fe y Buenos Aires Embotelladora S.A. (BAESA), formando con esta última Embotelladoras Chilenas Unidas S.A. (ECUSA). CCU adquiere el 100% de ECUSA en 1999. En 1998 se suma la Cervecería Córdoba.[cita requerida]
En 2000 adquieren el 50 % de la Cervecería Austral y dos años más tarde adquieren el 50 % de la cervecera Kunstmann. Al año siguiente, la neerlandesa Heineken International adquiere las acciones de Paulaner en Inversiones y Rentas S.A. convirtiéndose en accionista mayoritario junto a Quiñenco del Grupo Luksic. Esto también permite la fabricación y distribución de Heineken en Chile y Argentina. Ese mismo año se introduce en el negocio del pisco, creando la filial Pisconor S.A.
En diciembre de 2003 la empresa encargó una serie de comerciales para cerveza Cristal, que eran emitidos al inicio de cada tanda publicitaria durante la emisión de películas de la saga Star Wars en Canal 13, de modo que los spots asimilaban ser continuaciones de las escenas precedentes. La campaña, titulada La fuerza está con Cerveza Cristal, fue premiada en diversos eventos internacionales.
En 2004 adquiere la fábrica de dulces Calaf y al año siguiente junto con la Cooperativa Agrícola Control Pisquero de Elqui y Limarí Limitada forma la Compañía Pisquera de Chile, de la cual CCU inicialmente poseía el 34 %, posteriormente el 80 %.
A fines de 2006, Watt´s S.A. y CCU firmaron un joint venture para la elaboración, producción y comercialización de néctares de fruta, jugos, bebidas de fruta, bebidas lácteas y otros. Para ello, ambas empresas forman una nueva sociedad denominada Promarca S.A. que es propiedad compartida en partes iguales.
En 2007 la compañía inaugura la nueva sede corporativa en la comuna de Vitacura en el límite con Providencia donde anteriormente estaba la fábrica de Providencia. Este año se asocia con Nestlé para la fabricación de aguas y la producción del agua Nestlé Pure Life.
En 2011 inicia la distribución de los productos de Pernod Ricard.
Durante la década de 2010, ingresaría a Uruguay, Paraguay, Bolivia y Colombia. 
En noviembre de 2018, se convirtió en la primera empresa en Chile en operar un camión eléctrico de alto tonelaje dentro de su sistema logístico.

## Marcas
El catálogo de marcas de la CCU incluye marcas propias, así como marcas importadas y licencias, como los acuerdos que tiene con Heineken International N.V., Anheuser-Busch Inc. (subsidiaria de Anheuser-Busch InBev N.V.), PepsiCo Inc., Paulaner Brewery GmbH & Co. KG, (Brau Holding International/GmbH & Co. KGaA), Keurig Dr Pepper Inc. (antes Cadbury Schweppes y Dr Pepper Snapple Group Inc.), Guinness Brewery (subsidiaria de Diageo Plc), Société des Produits Nestlé S.A., Pernod Ricard, Molson Coors, Watt´s S.A. y Carozzi. 

### Chile
- Cervezas: Cristal, Cristal Cero, Cristal Light, Escudo, Royal Guard, Morenita, Dorada, Lemon Stones, Heineken, Sol, Coors Light, Coors, Tecate, Austral, Kunstmann, Andes y D’olbek
- Bebidas gaseosas: Bilz y Pap, Kem, Nobis, 7Up (PepsiCo), Pepsi (PepsiCo), Crush (Keurig Dr Pepper), Canada Dry Limón Soda (Keurig Dr Pepper), Canada Dry Ginger Ale (Keurig Dr Pepper) y Canada Dry Agua Tónica (Keurig Dr Pepper). Entre 1986 y 1994, cuando perdió la licencia de Pepsi, produjo su propia bebida cola, Free.
- Aguas embotelladas (filial Aguas CCU Nestlé): Cachantún, Mas, Mas Woman (ambas de Cachantún), Porvenir, Perrier y Nestlé Pura Vida, agua purificada Manantial.
- Jugos: Watt's (propiedad compartida con Watt's S.A.), Ocean Spray (PepsiCo), Frugo y Tropicana (PepsiCo).
- Bebidas destiladas: Compañía Pisquera de Chile (marcas de pisco Mistral, Control C, Horcón Quemado, Tres Erres, Campanario, La Serena, Pisco Bauzá, Mistral Ice, Bauzá Ice y Mojito Ice Sierra Morena); ron Sierra Morena, Cabo Viejo, Havana Club y Malibú, Fehrenberg, Apple Storm.
- Vinos (grupo San Pedro Tarapacá): viñas San Pedro, Tarapacá, Santa Helena, Misiones de Rengo, Leyda, Altaïr, Viña Mar, Manquehuito y Casa Rivas.
- Bebida energizante: Red Bull (distribución)
- Fábrica de Envases Plásticos S.A. (Plasco), que fabrica los envases plásticos (tapas, botellas, etc).

### Otros países
- Argentina: es propietaria de las viñas Finca La Celia, vinos Colón. Elabora las cervezas Schneider, Imperial, Salta, Santa Fe, Palermo, Bieckert, Isenbeck, Miller, Grolsch, Warsteiner, Córdoba, Otro Mundo, Heineken, Sol, Amstel y Kunstmann; elabora las sidras Real, La Victoria, Sáenz Briones 1888 y los licores El Abuelo.
- Bolivia: elabora las bebidas Mendocina y las cervezas Real, Capital, Cerveza Cordillera y Heineken.
- Colombia: es propietaria en sociedad con Postobón de la Organización Ardila Lülle de la Central Cervecera de Colombia, la cual distribuye las cervezas Heineken, Coors Light, Tecate, Sol, Buckler, Amstel Light, Miller Genuine Draft y Miller Lite, además es propietaria y distribuye la cerveza artesanal 3 Cordilleras. A finales de 2018 entra en funcionamiento su primera planta ubicada en el municipio de Sesquilé, para la elaboración tanto de las marcas distribuidas como de la producción de sus propios productos locales, una de ellas es Cerveza Andina que fue lanzada al mercado el 7 de febrero de 2019.
- Paraguay: elabora las gaseosas Pulp, los jugos Puro Sol, los néctares Watt’s, el agua mineral La Fuente, y las cervezas Heineken, Schneider, Paulaner y Coors. Estas son elaboradas por Bebidas del Paraguay S.A. Perteneciente al grupo Cartes.
- Uruguay: elabora las gaseosas Nix, el agua mineral Nativa, los néctares Watt's, la bebida isotónica Full Sport y la bebida energizante Thor (a través de Milotur), e importa las cervezas Heineken, Schneider, Imperial y Kunstmann, y los vinos Finca La Celia y Misiones de Rengo.

## Sede
El edificio corporativo de la CCU se terminó de construir en 2006 en los terrenos ocupados antiguamente por la Fábrica de Cerveza y Hielo y Cousiño, que había sido inaugurada el 21 de noviembre de 1886 y que en 1902, con la unión de esta, la cervecera de Plagemann, y la Fábrica de Cerveza de Limache dieron origen a la CCU; la fábrica ubicada en el sector cerró en 1981. Tiene 52 m de largo, 19 m de ancho y 105 de altura con 28 pisos; los arquitectos fueron +arquitectos – Flaño, Nuñez, Tuca – ADN y se ubica en avenida Vitacura 2670.[cita requerida]
A los pies del edificio, se creó la plaza escultórica Unidos con un conjunto de obras en mármol de Carrara y fierro de la artista chilena Marcela Romagnoli.[cita requerida]

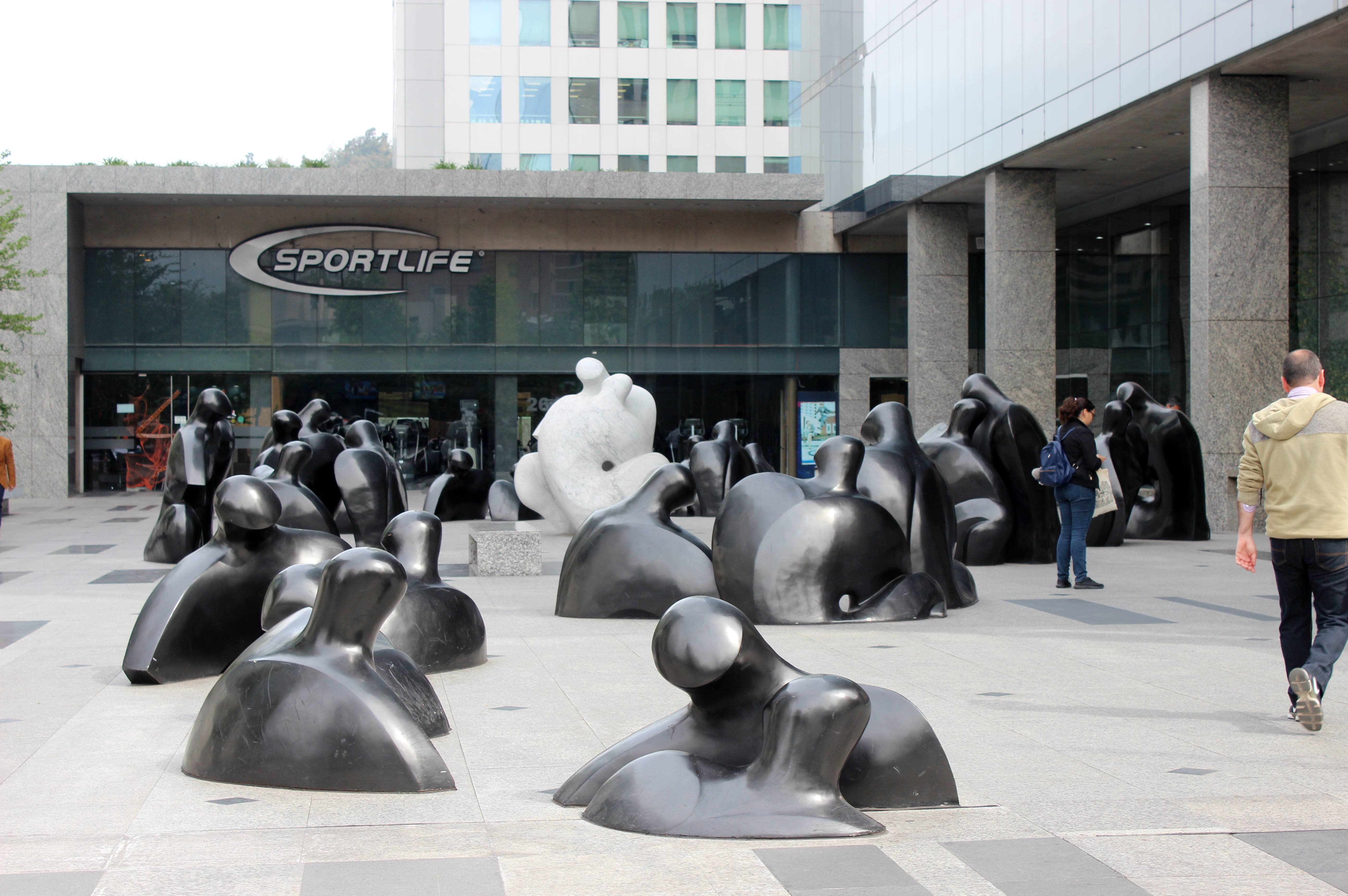
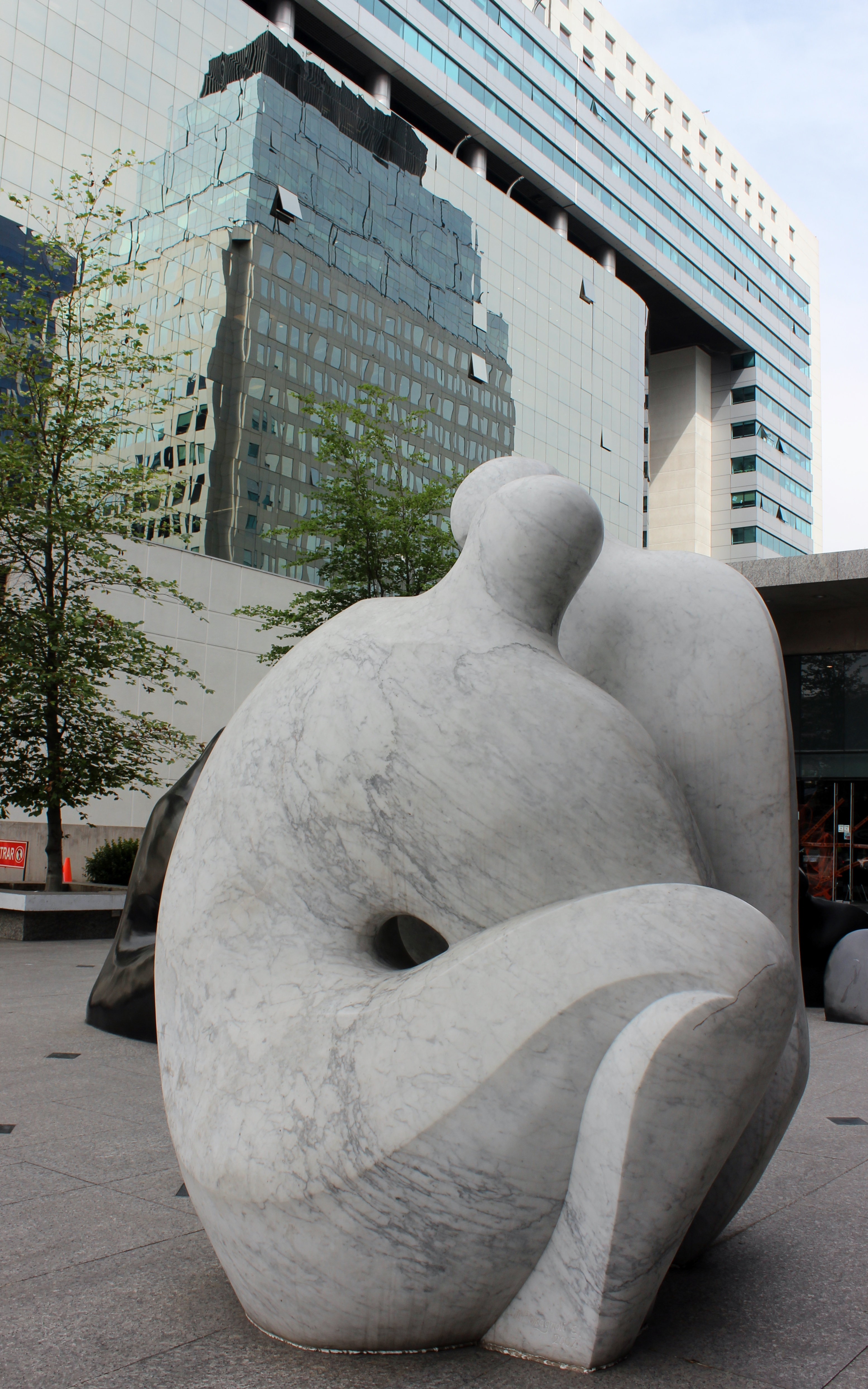
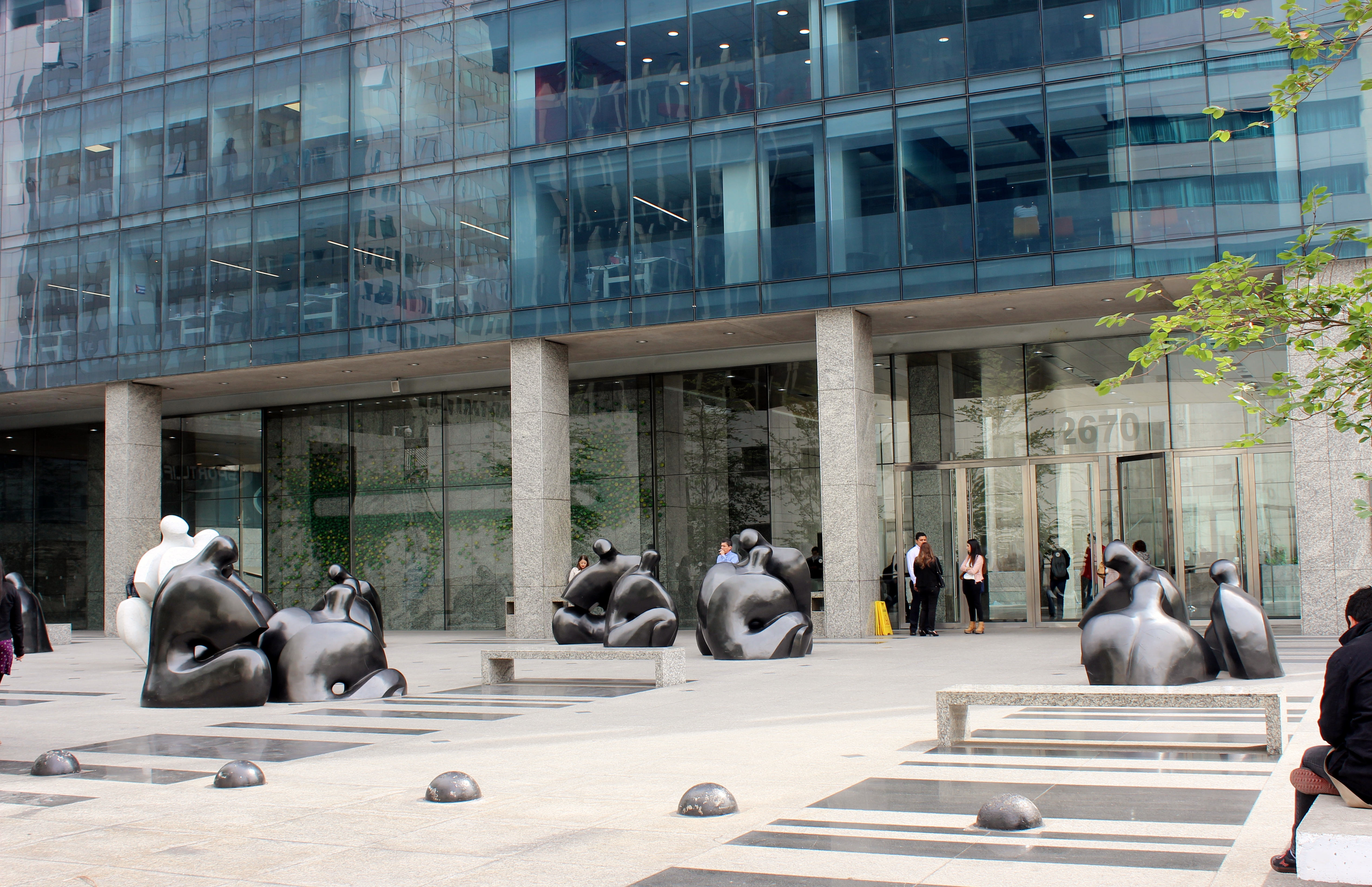
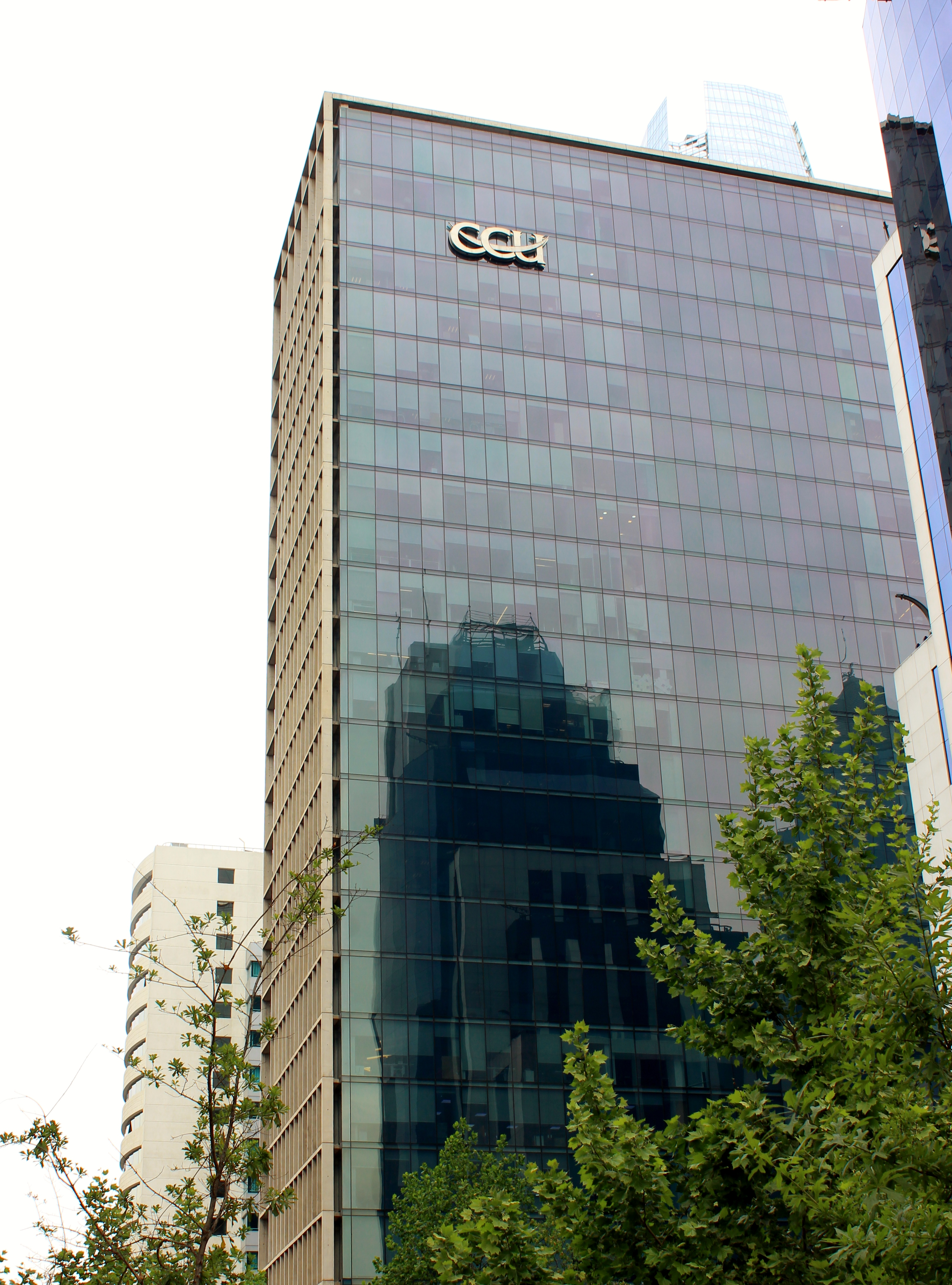
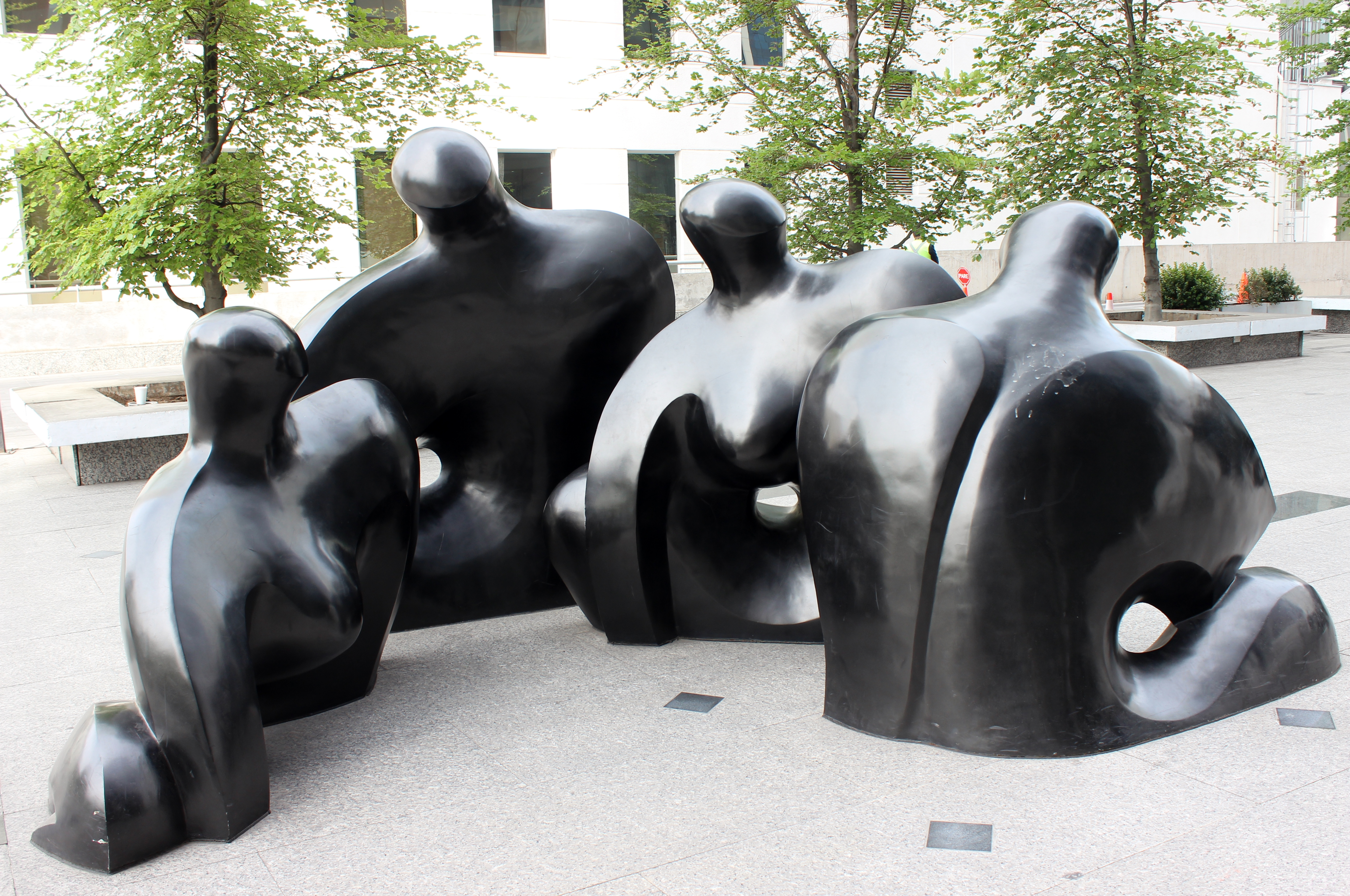